# クラスノトゥリンスク市電
クラスノトゥリンスク市電（ロシア語: Краснотурьинский трамвай）は、ロシア連邦のクラスノトゥリンスクに存在する路面電車。1954年に開通した路線で、2020年現在はクラスノトゥリンスク市の路面電車運営部門である「都市軌道」（МУП «Городской трамвай»）によって運営が行われている。

## 概要
鉱山の街として創設された経緯を持つ、ロシア連邦のクラスノトゥリンスク市内を走る路面電車。採掘されるボーキサイトを活用したボゴスロフスキーアルミニウム工場（Богословский алюминиемый завод、БАЗ）への労働者の輸送手段として1954年1月15日に開通し、1959年以降は市内を東西（1号線）および南北（2号線）に結ぶ2つの路線を有していた。また、1999年まではボゴスロフスキーアルミニウム工場による運営が行われていたが、同年以降はクラスノトゥリンスク市の路面電車運営部門である「都市軌道」（МУП «Городской трамвай»）へ運営権が移管されている。2020年現在の運賃は20ルーブルである。
ソ連崩壊後は厳しい経営状態が続いており、2011年8月に2号線が廃止されて以降、アルミニウム工場に接続し市内を東西に結ぶ全長3.5 kmの1号線のみが運行している。だがこの路線も赤字が累積しており、2020年時点ではスヴェルドロフスク州からの支援を受けながら存続する状況となっている。更に後述の通り車両の保守もままならず、2019年4月から路線が全線休止状態に陥り、クラスノトゥリンスク市側も路線バスへの代替による廃止を表明したが、市民からの抗議運動や譲渡車両の導入により2020年時点で列車の運行は再開されている。

## 車両

### 現有車両
2020年現在、クラスノトゥリンスク市電に在籍するのはウスチ＝カタフスキー車両製造工場製の路面電車車両であるKTM-5である。2019年までは同市電が発注した車両が使用されたが、老朽化に加え予備部品の確保も困難となり、長期運休の要因となった。その後、同年4月にニジニ・タギル市内の路面電車であるニジニ・タギル市電から同型車両が2両譲渡されており、再開以降はこちらが使用されている一方、従来の車両は全て部品取り用として廃車される事になっている。

### 過去の車両
- KTM-1・KTP-1 - 開通以降使用された2軸車。廃車後、長期に渡り留置されていたKTM-1の1両は将来の保存を目的として2013年にペルミへ譲渡されている[3][5][7]。
- 71-402 - ウラルトランスマッシュ製のボギー車。2002年から2004年にかけて4両が導入され、KTM-5と共に使用されたが、2012年までに営業運転から離脱し長期に渡る休車の末2017年 - 2018年に廃車された[3][4]。